# 973 Аралія
973 Ара́лія (1922 LR, 1954 SE, 973 Aralia) — астероїд головного поясу, відкритий 18 березня 1922 року.
Тіссеранів параметр щодо Юпітера — 3,123.